# Pernille Nedergaard
Pernille Elling Nedergaard, née le 5 décembre 1967 à Copenhague, est une joueuse de badminton danoise.

## Carrière
Elle remporte aux Championnats d'Europe de badminton 1990 la médaille d'or par équipes ainsi que la médaille d'or en simple dames. Championne d'Europe 1992 en simple dames, elle est médaillée de bronze aux Championnats d'Europe de badminton 1994.